# リーサル・ソルジャーズ
『リーサル・ソルジャーズ』（All the Devil's Men）は2018年のイギリスのアクション映画。
監督はマシュー・ホープ、出演はマイロ・ギブソンとシルヴィア・フークスなど。
元ネイビーシールズで諜報機関からの依頼でテロリストを狙う賞金稼ぎを描いている。
劇場公開される前に、2018年12月6日にオランダでDVD/Blu-rayが発売された。
日本では2019年1月から開催された「未体験ゾーンの映画たち2019」で上映された のち、同年4月26日にTCエンタテインメントからDVDが発売された。

## ストーリー
元アメリカ特殊部隊隊員で現在は傭兵としてCIAに雇われているジャック・コリンズはCIA職員のアレン・リーより不穏分子の暗殺を依頼される。標的はテリー・マクナイトという元諜報部員で中東の武装組織に潜入していたが、裏切って相手側につき、情報の横流しを行っていた男であった。コリンズは同じく傭兵で友人でもあるマイク・ブレナンとブレナンの知人である傭兵ピート・サミュエルソンと合流し、マクナイトが潜伏しているとされるイギリス、ロンドンに降り立つ。リーの情報からマクナイトとつながりがあると思われる人物のリストに戦友であったトニー・デイトンの名前を見つけたコリンズは彼に接触して情報を入手しようとする。PMCの代表となっていたデイトンは当初はコリンズ達に対して友好的な態度をとるが、実はマクナイトに既に雇われており、コリンズ達にだまし討ちをかけ、ブレナンを殺害する。友人を失ったコリンズはデイトン、マクナイト抹殺に闘志を燃やすが、リーは接触を図ってきたデイトンを懐柔してマクナイト抹殺に利用しようと企み、事態は混迷していく。

## キャスト
ジャック・コリンズ
演 - マイロ・ギブソン、日本語吹替 - 佐藤せつじ
元Navy SEALsの傭兵。ストレスから薬物依存症に陥っており、自殺未遂の過去もある。家族がいるが子供が生まれてから一度も会っていない。
アレン・リー
演 - シルヴィア・フークス、日本語吹替 - 佐竹海莉
CIA諜報部員。コリンズら傭兵を雇い、マクナイトの暗殺作戦を指揮する。自分の父親をマクナイトに殺害された過去を持ち、マクナイト抹殺に固執するあまり、敵対しているデイトンらすら利用しようと企む。
ピート・サミュエルソン
演 - ベンガ・アキナベ
元デルタフォースの傭兵。態度が大きく、自分たちのことを「影の戦士」と称する。
マイク・ブレナン
演 - ウィリアム・フィクナー、日本語吹替 - 岩田安宣
傭兵。コリンズとは友人の関係であり、薬物依存症でありながら傭兵業を続ける彼を心配している。
テリー・マクナイト
演 - エリオット・コーワン
元MI6諜報部員のテロリスト。CIAに在籍していた際の情報の横流しなどを行っていた。ロシアの元諜報部員から核兵器を売買をロンドンで行おうとしている。
トニー・デイトン
演 - ジョセフ・ミルソン、日本語吹替 - 荒井勇樹
民間警備会社の代表で元イギリス特殊部隊。コリンズとは戦友だった。マクナイトの護衛として雇われていたが、金のために彼を売ろうと企む。

## 作品の評価
Rotten Tomatoesによれば、13件の評論のうち、高く評価しているのは23%にあたる3件のみであり、平均して10点満点中4.65点を得ている。
Metacriticによれば、4件の評論のうち、高評価はなく、賛否混在は1件、低評価は3件で、平均して100点満点中27点を得ている。